# Richard E. Parker

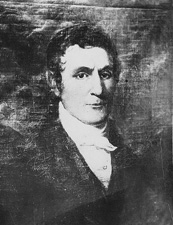
Richard E. Parker

Richard Elliot Parker (* 27. Dezember 1783 im Westmoreland County, Virginia; † 10. September 1840 bei Snickersville, Virginia) war ein US-amerikanischer Jurist und Politiker (Demokratische Partei), der den Bundesstaat Virginia im US-Senat vertrat.
Richard Parker kam auf Rock Spring, der Farm seiner Familie im Norden Virginias, zur Welt; er war der Enkel von Richard Parker, der zur Zeit des Unabhängigkeitskrieges ein angesehener Jurist und Politiker auf Staatsebene war. Bei ihm studierte er auch die Rechtswissenschaften. Nach der Aufnahme in die Anwaltskammer begann er im Westmoreland County zu praktizieren, das er wie schon sein Großvater zudem im Abgeordnetenhaus von Virginia repräsentierte.
Während des Britisch-Amerikanischen Krieges diente Parker als Lieutenant Colonel im 35. Regiment der Miliz von Virginia, wobei er während des britischen Angriffs auf Washington, D.C. am 16. September 1814 verwundet wurde. Er kehrte zu seiner Tätigkeit als Jurist zurück, die er in den folgenden Jahren ausübte. Am 12. Dezember 1836 wurde er dann zum US-Senator gewählt, nachdem Benjamin W. Leigh sein Mandat niedergelegt hatte. Er verblieb aber nur bis zum 4. März 1837 im Kongress; Grund für seinen Rücktritt war die Berufung zum Richter am Obersten Gerichtshof von Virginia. Als ihm US-Präsident Martin Van Buren wenig später das Angebot machte, Attorney General in seinem Kabinett zu werden, verzichtete Parker. Er starb im September 1840 auf seinem Landsitz Soldier's Retreat.